# America: A prophecy
America: A prophecy, soms kortweg America, is een compositie van Thomas Adès.

## Inldeiding
Het werk werd besteld door het New York Philharmonic (en koor) en dirigent Kurt Masur. Met de komst van een nieuw millennium programmeerden dirigent en orkest een aantal concerten (Messages for the millennium) die de Verenigde Staten dat nieuwe millennium feestelijk moesten in begeleiden. Er werden zes componisten om nieuwe werken gevraagd. Adès kwam echter met een sterk afwijkend en somber werk, waardoor Masur de programmering moest omgooien. De Britse componist kwam met een voorspelling annex waarschuwing over de toekomstige geschiedenis. Hij keek daarbij terug op de ondergang van de Maya's in Yucatán na de strijd met de Spanjaarden. Adès probeerde zich in America de muziek van de Maya’s voor de geest te halen. Deze bestond en bestaat eigenlijk alleen uit mondelinge overlevering. De Maya's kenden geen notenschrift en wat er dan eventueel op papier was gezet werd tijdens de Spaanse overheersing vernietigd. Adès koos daarom uit teksten uit Chilam Balam, een collectie Maya-gedichten (deel 1). Dit wordt gecompleteerd met het gedicht La guerra van Matteo Flexa (deel 2). De delen kregen daarbij geen (onder)titel.

## Orkestratie
Het werk duurt circa zestien minuten en Adès had vanwege de opdrachtgever de gelegenheid groots uit te pakken in de instrumentatie:
- solistische mezzosopraan
- gemengd koor in SATB-bezetting
- 4 dwarsfluiten (III en IV ook piccoli), vier hobo’s, 2 klarinetten, basklarinet, contrabasklarinet, 4 fagotten (IV ook contrafagot)
- 4 hoorn, 3 trompetten (I ook piccolotrompet), 2 trombones, bastrombone, tuba
- pauken, 4 personen percussie, piano, harp
- violen. altviolen, celli, contrabassen.

## Nasleep
De combinatie Masur en NYPh speelde het werk vier avonden achtereen startend op 11 november 1999. Soliste daarbij was Beth Clayton die volgens kenners het benodigd niveau voor het werk niet haalde. Een half jaar later kwam het werk naar het Verenigd Koninkrijk, waarbij de dirigent zelf het London Philharmonic, bijbehorend koor en soliste Janice Watson leidde. Adès zou het werk vanaf dan grotendeels zelf uitvoeren. De aangehaalde voorspelling van ondergang werd ook bijna de ondergang van het werk. De Aanslagen op 11 september 2001 zorgden ervoor dat Amerikaanse orkesten het liever niet meer op de lessenaar zetten. Europese orkesten hadden daar minder moeite mee met orkesten als City of Birmingham Symphony Orchestra, BBC Symphony Orchestra (ook tijdens Proms), In 2004 bereikte het werk Nederland met twee uitvoeringen door het Radio Filharmonisch Orkest en het Groot Omroepkoor onder leiding van Lawrence Renes en soliste Susan Bickley. Pas in 2008 dorst het Los Angeles Philharmonic onder Esa-Pekka Salonen het weer aan; na drie uitvoeringen verdween het weer in de la om er pas in 2018 weer uit te komen bij een uitvoering van het (amateur)orkest van de Northwest University. Al met al was het werk tot 2025 vijfendertig keer te horen. Het werk werd slechts een keer opgenomen voor uitgave op compact disc; de combinatie Adès-Birmingham-Susan Bickley deed dat in maart 2002.
In 2024 verscheen er op verzoek van Gewandhausorchester Leipzig, Cleveland Orchestra (waarmee weer een Amerikaanse uitvoering mogelijk werd) en Hallé Orchestra een gereviseerde versie.